# I'll Keep You Satisfied
"I'll Keep You Satisfied" is een liedje dat is geschreven door Paul McCartney van The Beatles. Zoals gebruikelijk staat het op naam van John Lennon en Paul McCartney. The Beatles hebben het nummer nooit zelf opgenomen, maar Lennon en McCartney gaven het aan de bevriende groep Billy J. Kramer with The Dakotas. Het was het vierde Lennon-McCartney-nummer dat Kramer c.s. opnamen, na "Do You Want to Know a Secret", "I'll Be on My Way", "Bad to Me" en "I Call Your Name". "I'll Keep You Satisfied" werd hun derde single en de eerste waar op de achterkant geen Lennon-McCartney-nummer stond. De B-kant "I Know" was geschreven door de producer George Martin en Bob Wooler, een diskjockey, liedjesschrijver en manager.
Het liedje werd opgenomen op 14 oktober 1963 in de Abbey Road Studios onder leiding van George Martin. John Lennon was aanwezig bij de opnamen.
"I'll Keep You Satisfied" kwam in het Verenigd Koninkrijk als single uit op 1 november 1963. Het bereikte de vierde plaats in de UK Singles Chart. In de Verenigde Staten kwam de single pas uit in juli 1964, na "Little Children", dat in het Verenigd Koninkrijk juist de opvolger van "I'll Keep You Satisfied" was. In de VS bereikte de plaat de dertigste plaats in de Billboard Hot 100.

## Coverversies
Een gelegenheidstrio onder de naam Pierson, Parker, Janovitz, bestaande uit Graham Parker, Kate Pierson en Bill Janovitz van Buffalo Tom, nam in 2003 het album From a Window: Lost Songs of Lennon & McCartney op, met onder andere een cover van "I'll Keep You Satisfied".
Coverversies van het nummer staan ook op Lennon & McCartney Secret Songs van Bas Muys (1989), It’s Four You van de Australische tributeband The Beatnix (1998) en Off the Beatle Track van Apple Jam, een band uit Seattle (2009). Deze albums bestaan uit nummers van The Beatles die ze zelf nooit gespeeld hebben, uitgevoerd zoals de artiesten zich voorstelden dat ze geklonken zouden hebben als The Beatles dat wel hadden gedaan.
Een vergelijkbaar project, maar dan met uitvoeringen door de originele artiesten, is The Songs Lennon and McCartney Gave Away uit 1971. Daarop staat "I'll Keep You Satisfied" in de uitvoering van Billy J. Kramer with the Dakotas.
Van een aantal liedjes van Lennon en McCartney, waaronder ook "I'll Keep You Satisfied", bestaan bewerkingen voor fanfareorkest. Het nummer in die vorm staat op de lp’s Marching With the Beatles van The Band Of The Irish Guards (1966) en Lennon & McCartney van The Band of the Royal Military Academy Sandhurst  (1972).